# Blanche DuBois
Blanche DuBois è la protagonista dell'opera di Tennessee Williams Un tram che si chiama Desiderio. Il personaggio è stato scritto per l'attrice Tallulah Bankhead, che però non l'ha interpretato fino a nove anni dopo il debutto del dramma a Broadway.

## Il personaggio
Blanche è la figlia maggiore di una benestante famiglia del Sud, proprietaria della ricca piantagione di Belle Reve. Giovanissima, si fidanza con il timido poeta Allan Grey, che la sposa come copertura per la propria omosessualità. Poco prima di una festa, Blanche scopre il marito in intimità con un altro uomo e in seguito, al centro della pista da ballo, sussurra ad Allan che lui la disgusta; il marito, umiliato, corre fuori e si spara.
In seguito al suicidio di Allan, di cui si ritiene responsabile, Blanche sfocia nella depressione e si consola bevendo smodatamente e con rapporti intimi con sconosciuti. Blanche insegna letteratura inglese in un liceo e, nel suo periodo più nero, intrattiene una relazione con uno studente minorenne. Sommersa dai debiti e scoperta dal preside, Blanche perde la piantagione e viene licenziata.
Decide allora di recarsi dalla sorella Stella, che vive in un brutto quartiere di New Orleans con il passionale marito Stanley. L'attrito tra Blanche e il cognato è inevitabile e intenso, tanto più perché lui si sente defraudato e incolpa la donna nella perdita di Belle Reve. Blanche è molto scossa e si rifugia spesso in bagno per ricorrere a lunghi bagni gelidi che, a detta sua, fanno bene ai suoi nervi. Una nuova speranza per la donna sembra affacciarsi con Mitch, un amico e compagno di poker di Stanley. Mitch è innamorato di lei e la corteggia e alla fine Blanche gli racconta la sua tragica storia e lo accetta come fidanzato. Ma Blanche è anche molto attenta a nascondere la propria età al corteggiatore e a farsi vedere da lui solo di sera e mai sotto una forte luce. 
Dopo alcuni mesi di dura convivenza, Stanley regala a Blanche un biglietto per tornare a casa e le dice di aver scoperto tutto sul suo scandaloso passato e di averlo rivelato a Mitch. Mitch rompe il fidanzamento e la cena di compleanno di Blanche finisce bruscamente quando a Stella si rompono le acque e Stanley la porta in ospedale. Dopo aver accompagnato la moglie al pronto soccorso, Stanley torna a casa e litiga furiosamente con Blanche: l'uomo svela tutte le bugie della cognata e, alla fine, la stupra.
Qualche settimana dopo Stella fa arrivare un medico per far ricoverare la sorella in un istituto psichiatrico: delirante, Blanche scambia il dottore per un vecchio pretendente e accetta di seguirlo dato che, come dice lei, ha sempre fatto il massimo affidamento sulla bontà degli sconosciuti.

## Interpreti

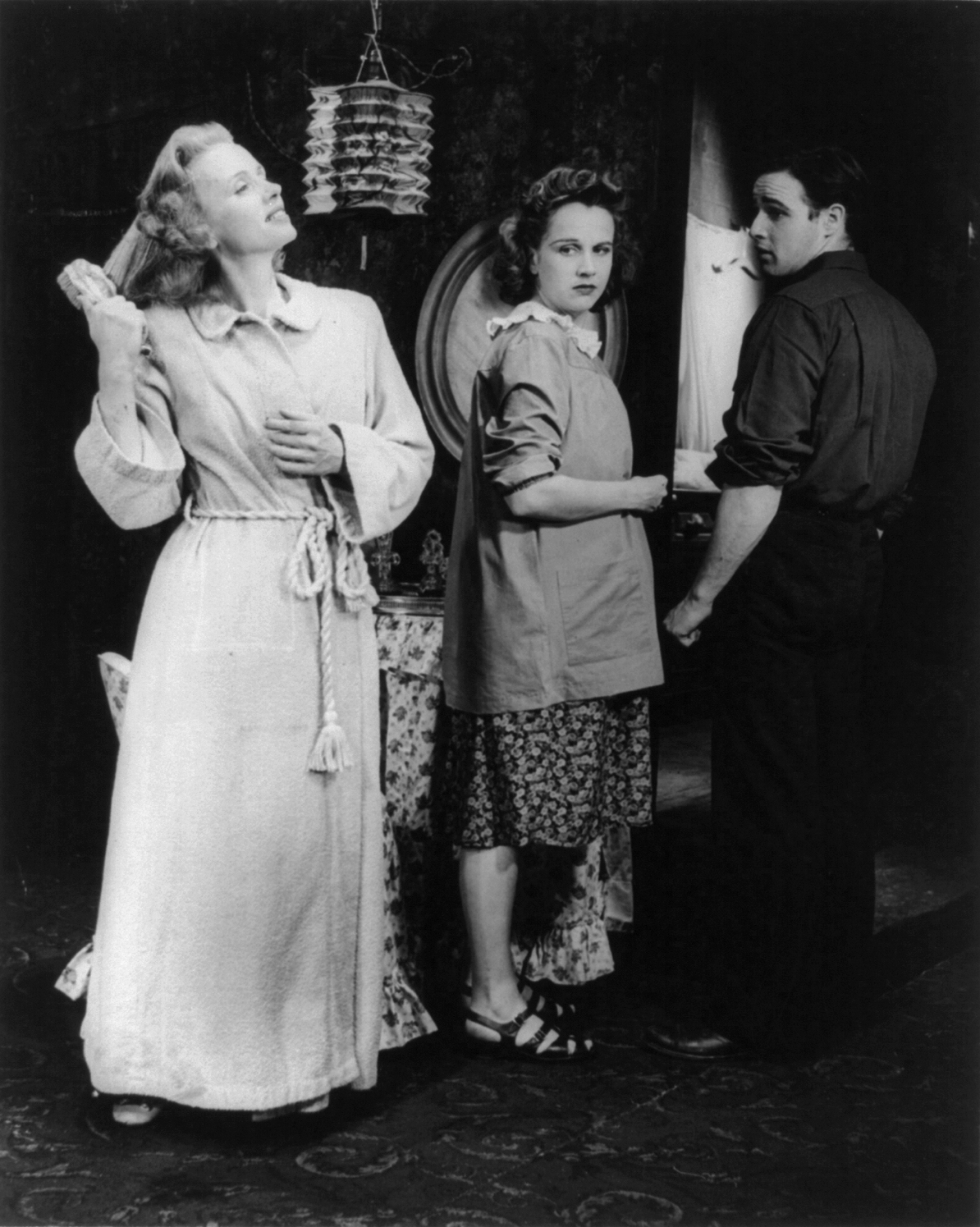
Jessica Tandy (Blanche), Kim Hunter (Stella) e Marlon Brando (Stanley) nella prima a Broadway (1947)

Il ruolo era stato scritto per Tallulah Bankhead, che però non era convinta dal drama e non lo reciterà fino al 1956, a New York. La prima attrice a interpretare Blanche è stata Jessica Tandy a Broadway nel 1947 e per la sua performance ha vinto il Tony Award alla miglior attrice protagonista in uno spettacolo. Vivien Leigh ha interpretato Blanche nella prima produzione di Londra nel 1949, diretta dal marito Laurence Olivier; ha poi reinterpretato il ruolo di Blanche nell'adattamento cinematografico del dramma, diretto da Elia Kazan, e per la sua performance ha vinto l'Oscar alla miglior attrice.
Un tram che si chiama Desiderio è stato riproposto sulle scene di Broadway numerose volte e il ruolo di Blanche è stato interpretato da diverse attrici di rilievo: Uta Hagen (1950), Tallulah Bankhead (1956), Rosemary Harris (1973), Lois Nettleton (1973), Blythe Danner (1988), Natasha Richardson (2005) e Nicole Ari Parker (2012). Jessica Lange ha interpretato Blanche in un revival di Broadway nel 1993 con Alec Baldwin nel ruolo di Stanley e la sua performance ha ricevuto recensioni contrastanti, ma è valso all'attrice un Theatre World Award. Nel 1994, la Lange ha interpretato nuovamente il ruolo di Blanche a Londra e in un adattamento televisivo del dramma ad opera di Glenn Jordan nel 1995. Per la sua interpretazione nel film ha vinto il Golden Globe per la miglior attrice in una mini-serie o film per la televisione ed è stata candidata all'Emmy Award. Nel 1984 era già stato realizzato un altro adattamento televisivo del dramma, con Ann-Margret nel ruolo di Blanche.
Oltre a Jessica Lange, altre attrici hanno interpretato il ruolo di Blanche a Londra e tra loro anche Veronica Lake (1969), Claire Bloom (1974), Glenn Close (Royal National Theatre, 2002), Rachel Weisz (Donmar Playhouse, 2010; Laurence Olivier Award alla miglior attrice), Gillian Anderson (Young Vic, 2013; New York, 2016) e Patsy Ferran (Almeida Theatre, 2022).
In Italia la prima attrice ad interpretare Blanche è stata Rina Morelli nella produzione del debutto nel 1949 con la regia di Luchino Visconti e le scenografie di Franco Zeffirelli. Numerose altre attrici italiani hanno ricoperto il ruolo di Blanche negli anni e tra loro anche Mariangela Melato (1994), Paola Quattrini (Roma, 2007), Laura Marinoni (Milano, 2012) e Mascia Musy (Napoli, 2016).
Altre attrici che si sono cimentate in questo ruolo sono Marianne Hoppe (prima produzione tedesca), Arletty (prima parigina, 1949), Melina Merkouri (1950), Carrie Nye (Williamstown, 1959), Marian Mercer (St. Louis, 1967), Julie Harris (Edsex, 1967), Faye Dunaway (Los Angeles, 1973), Gemma Jones (Nottingham, 1974), Judith Roberts (Louisville, 1986), Judith Roberts (Louisville, 1986), Helen Morse (Australia, 1988), Laila Robins (Chicago, 1997), Nurgül Yeşilçay (Istanbul), Frances McDormand (Dublino, 1998), Tara Fitzgerald (Bristol, 2000), Patricia Clarkson (Washington, 2004), Cate Blanchett (Sydney, 2009), Marin Mazzie (Massachusetts, 2009), Isabelle Huppert (Parigi, 2010), Jessica Hecht (Williamstown, 2011), Lia Williams (Dublino, 2013) e Maxine Peake (Manchester, 2016).